# 에브라임 산지
에브라임 산지(히브리어: הר אפרים)는 에브라임 지파가 한때 점령했던 이스라엘의 중앙 산악지대의 역사적 이름이다. 에브라임 산지는 베냐민 땅의 북쪽에 위치한, 체노만 조의 단단한 석회암으로 이루어진 험준한 지역이다. 가장 높은 곳은 바알하솔 산으로 고도는 1016미터이며 벧엘 북동쪽 약 8 킬로미터 지점에 있다.
이후 이 지역은 북이스라엘 왕국의 수도 사마리아의 이름을 따서 사마리아라고 알려지게 되었다.
강수량이 풍부하여 분수령 서쪽 지역의 연평균 강수량은 76cm가 넘는다. 비옥한 테라로사 토양으로 포도, 무화과, 올리브, 석류, 아몬드 등 풍성한 농작물을 생산해 낸다.